# Ernst Jacobsson (gymnastikdirektör)
Ernst (Ernest) Oscar Jacobsson, född 14 juli 1868 i Stora Malms socken, död 14 december 1935 på Lidingö, var en svensk gymnastikdirektör.

## Biografi
Ernst Jacobsson var son till stationsinspektoren Oscar Mauritz Valentin Jacobsson och bror till Nils Jacobsson. Efter mogenhetsexamen i Gävle 1887 och kontorsanställning där genomgick han Gymnastiska centralinstitutet 1890–1893, varefter han verkade som sjukgymnast i Saratoga Springs i USA. Efter ett par års kringflyttande var han 1896–1899 ledare för ett svensk gymnastikinstitut i Valparaiso. 1899 återvände han till Sverige och innehade till 1911 Berlingska institutet i Malmö, varefter han under några år utövade praktik på olika platser i Sverige. 1916–1934 var han en framgångsrik chef för sjukgymnastiska avdelningen på Hôspital Cantonal i Genève, där han ledde behandlingen och utbildade massörer. Jacobsson var en flitig sjukgymnastisk författare och föredragshållare och intresserade sig för sjukgymnasternas yrkesskydd. Förutom artiklar i svenska, franska, chilenska och schweiziska tidskrifter utgav han 1906 Lärobok för massörer och sjukgymnaster.